# Anochetus traegaordhi
Anochetus traegaordhi é uma espécie de formiga do gênero Anochetus, pertencente à subfamília Ponerinae.